# Hennadij Szur
Hennadij Hryhorowycz Szur, ukr. Геннадій Григорович Шур, ros. Геннадий Григорьевич Шур, Giennadij Grigorjewicz Szur (ur. 6 października 1946, ZSRR) – ukraiński piłkarz i trener piłkarski.

## Kariera piłkarska
Występował w klubie Eniergija Siewierodwińsk.

## Kariera trenerska
Po zakończeniu kariery piłkarskiej rozpoczął pracę szkoleniowca. Od 1972 do 2003 szkolił dzieci w Szkole Sportowej nr 1 w Dniepropetrowsku. W 1987 po utworzeniu klubu futsalowego Mechanizator Dniepropetrowsk został mianowany na stanowisko głównego trenera, który prowadził do jego rozwiązania w 1997. Niejednokrotnie zdobywał najwyższe trofea. Potem powrócił do pracy w Szkole. W 2003 przeniósł się do trenowania w Szkole Piłkarskiej Inter Dniepropetrowsk, a w 2006 awansował na stanowisko dyrektora szkoły. Od 2011 pracuje jako kierownik służby selekcji Akademii Dnipro Dniepropetrowsk.

## Sukcesy i odznaczenia

### Sukcesy trenerskie
Mechanizator Dniepropetrowsk
- mistrz Ukrainy: 1990, 1991, 1994/95
- wicemistrz Ukrainy: 1995/96
- zdobywca Pucharu Ukrainy: 1991, 1992, 1994/95, 1995/96
- zdobywca Pucharu ZSRR: 1991

### Odznaczenia
- tytuł Zasłużonego Trenera Ukrainy